# Lista de navios construídos no Arsenal da Marinha (Lisboa)
Esta é uma lista de navios construídos no Arsenal da Marinha, inclui todos os navios de superfície e submarinos construídos no estaleiro. A lista está organizada e ordenada pelo ano de construção da embarcação.

## Produção
| # | Navio                                           | Entidade requesitante | Tipo             | Período de construção | Lançamento             | Notas                                           |
| - | ----------------------------------------------- | --------------------- | ---------------- | --------------------- | ---------------------- | ----------------------------------------------- |
|   | Santo António                                   | Marinha Portuguesa    | Nau              | 16??–1665             | 13 de junho de 1665    |                                                 |
|   | Nossa Senhora da Lampadosa                      | Marinha Portuguesa    | Nau              | 17??–1727             | 21 de janeiro de 1727  |                                                 |
|   | Nossa Senhora da Ajuda e São Pedro de Alcântara | Marinha Portuguesa    | Nau de linha     | 17??–1759             | 29 de março de 1759    | Mais tarde renomeada como Princesa da Beira     |
|   | Nossa Senhora do Bom Sucesso                    | Marinha Portuguesa    | Nau de linha     | 17??–1766             | 1766                   | Mais tarde renomeada como Dom João de Castro    |
|   | Nossa Senhora dos Prazeres                      | Marinha Portuguesa    | Nau de linha     | 17??–1767             | 26 de julho de 1767    | Mais tarde renomeada como Afonso de Albuquerque |
|   | Nossa Senhora da Conceição                      | Marinha Portuguesa    | Nau de linha     | 17??–1771             | 13 de julho de 1771    | Mais tarde renomeada como Príncipe Real         |
|   | Rainha de Portugal                              | Marinha Portuguesa    | Nau de linha     | 17??–1791             | 28 de setembro de 1791 |                                                 |
|   | Vasco da Gama                                   | Marinha Portuguesa    | Nau de linha     | 17??–1792             | 15 de dezembro de 1792 |                                                 |
|   | Vasco da Gama                                   | Marinha Portuguesa    | Nau de linha     | 18??–1841             | 2 de setembro de 1841  |                                                 |
|   | Duque da Terceira                               | Marinha Portuguesa    | Corveta          | 18??–1864             | 8 de abril de 1864     |                                                 |
|   | Tejo                                            | Marinha Portuguesa    | Canhoneira       | 1868–1869             | 15 de março de 1869    |                                                 |
|   | Quanza                                          | Marinha Portuguesa    | Canhoneira       | 18??–1877             | 26 de setembro de 1877 |                                                 |
|   | Rainha Dona Amélia                              | Marinha Portuguesa    | Cruzador         | 18??–1899             | abril de 1899          |                                                 |
|   | Pátria                                          | Marinha Portuguesa    | Canhoneira       | 18??–1893             | 27 de junho de 1893    |                                                 |
|   | Tejo                                            | Marinha Portuguesa    | Contratorpedeiro | 19??–1904             | 1904                   |                                                 |
|   | NRP Ibo                                         | Marinha Portuguesa    | Canhoneira       | 19??–1910             | 1910                   |                                                 |